# Chapelle Sant Martí de la Roca
Pour les articles homonymes, voir église Saint-Martin.

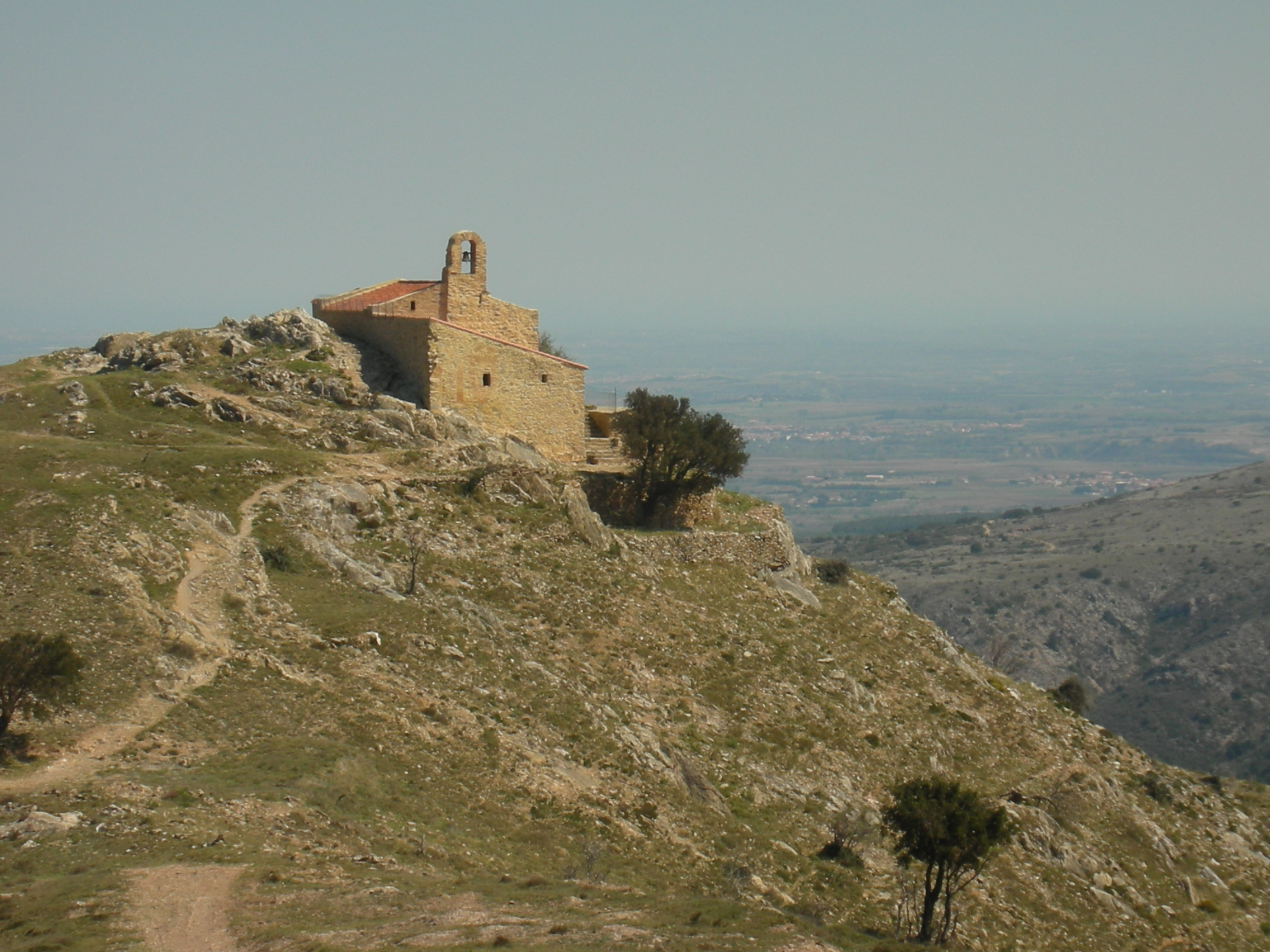

La chapelle ou église Saint-Martin-de-la-Roche (Sant Martí de la Roca en catalan) est une église de style roman située à Camélas, dans le département français des Pyrénées-Orientales.

## Situation
La chapelle Saint-Martin-de-la-Roche est située au sommet d'une colline, dans le sud de la commune de Camélas. Sa situation offre une vue panoramique sur la Méditerranée, le massif du Canigou, et la plaine du Roussillon. 

## Historique[3]
La chapelle apparaît dans les textes sous le nom d'Ecclesia Santi Maritini de Rupe en 1259. Elle permettait de maintenir un lien religieux entre les habitants des hameaux alentour mais elle fut progressivement abandonnée.
À la fin du XVIIe siècle, de nombreux édifices religieux laissés à l'abandon furent transformés en ermitages. C'est le cas de la chapelle Saint-Martin-de-la-Roca, anciennement chapelle de Quérubi, qui devient un ermitage en 1644 grâce à l'abbé Honoré Cuiro. L'ermitage fut doté d'un logement en 1646. De nombreux ermites s'y succédèrent jusqu'à la Révolution. Ils furent au nombre de 7 sur les deux premières décennies. Les conditions de vie étaient en effet très rudes. À la suite des lois anticléricales de 1790 destinées à supprimer les édifices religieux qui n'étaient pas des paroisses, l'ermitage de Saint-Martin fut fermé. Il rouvrit en 1801 après l'assouplissement des lois anticléricales.

## Description
La chapelle Saint-Martin-de-la-Roche est un édifice de style roman. De forme trapézoïdale, elle mesure 6 mètres 50 par 9 mètres 60 en comptant le logement. À l'origine, elle est composée d'une nef et d'une abside semi-circulaire. Elle connut l'adjonction d'une seconde nef au XIVe siècle, côté sud. Son chevet est décoré de lésènes et d'arcatures aveugles. 

## Accès
L'accès se fait à partir du village de Camélas, qui est proche du bourg de Thuir, soit par le sentier d'origine soit par une route en terre qui sinue autour du sentier.